# Памятники Бисмарку

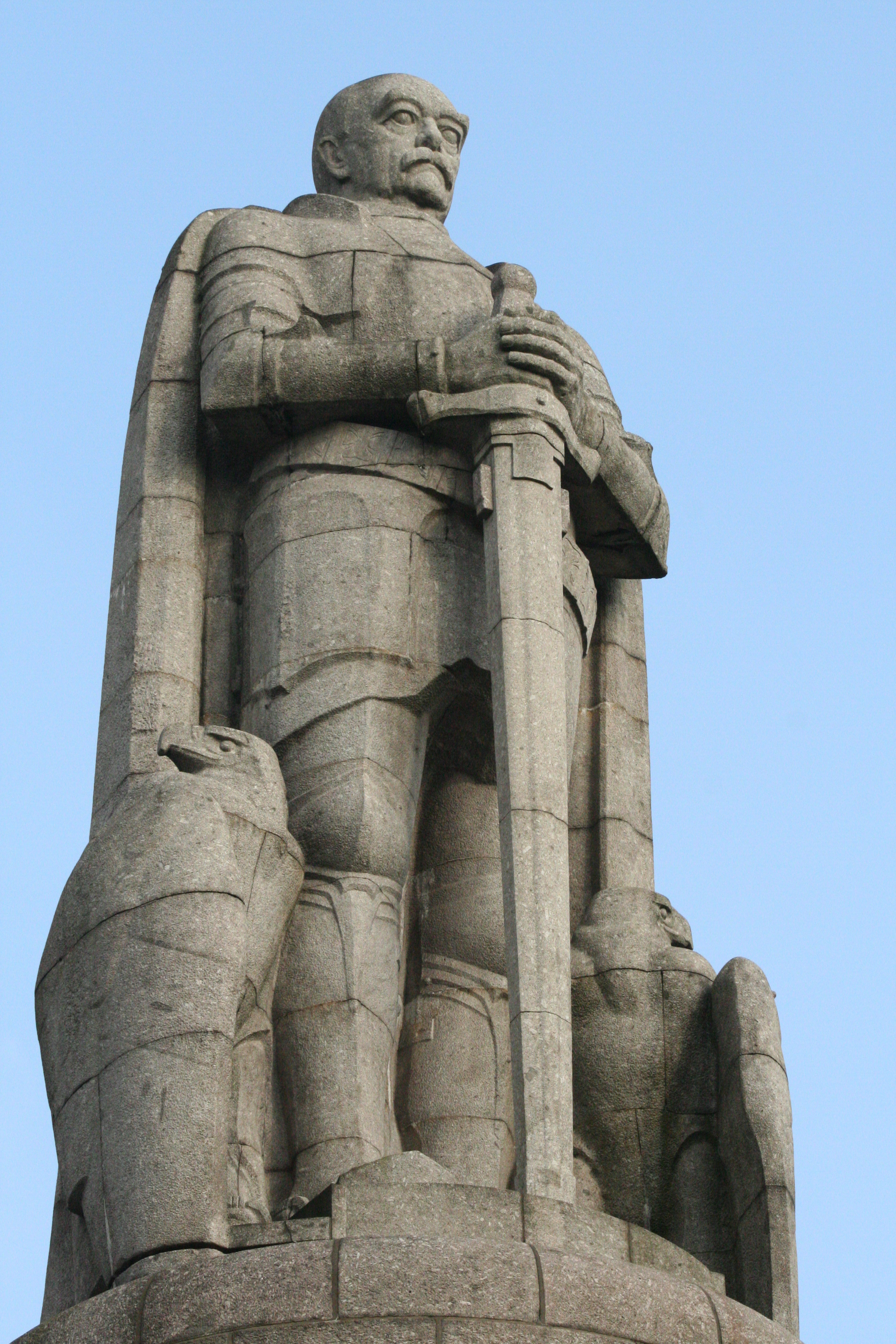
Памятник Бисмарку в Гамбурге

С 1868 года в различных частях Германской империи начали возводить памятники в честь Отто фон Бисмарка — прусского министра-президента и первого рейхсканцлера объединённой Германии. Эти памятники стали символами национального единства и патриотизма. Сегодня некоторые из них находятся на территории других стран, включая Францию, Польшу, Россию, а также в бывших немецких колониях на других континентах.

### До 1871 года
Даже до объединения Германии в 1871 году, в период Северогерманского союза, начали строить памятники в честь Бисмарка. Первый памятник — 12-метровый обелиск — был установлен в 1868 году в Гросс-Петервице, Силезия. Год спустя в Обер-Йонсдорфе была открыта башня Бисмарка, служившая смотровой площадкой. Оба памятника были результатом частных инициатив. 

### 1871–1890 годы
После объединения Германии в 1871 году Бисмарк стал объектом для памятников. Часто его изображали вместе с другими фигурами, участвовавшими в войнах 1866 и 1870–71 годов, а также в объединении империи, такими как император Вильгельм I, кронпринц Фридрих Вильгельм, Мольтке и Роон. Первые публичные статуи Бисмарка появились с 1877 года, например, на колонне Каносса в Бад-Харцбурге. Первый памятник, изображающий Бисмарка в полный рост, был установлен в 1877 году в Бад-Киссингене. Наиболее распространёнными были бронзовые бюсты или статуи, изображающие Бисмарка в военной форме. Памятники Бисмарку были установлены на всех континентах, в том числе в немецких колониях, а также в странах с немецкими эмигрантами, таких как США и Бразилия. 

## 1890–1898 годы
После отставки Бисмарка в 1890 году в нескольких местах были созданы комитеты для планирования установки памятников. Количество памятников постепенно увеличивалось. Появились новые типы памятников, некоторые из которых изображали Бисмарка как частное лицо, например, памятник в Лейпциге, где он представлен охотником с собакой Тирасом. Всё чаще стали строить башни Бисмарка в средневековом стиле, вместо традиционных бюстов или статуй. В отличие от последних, эти башни возводились на возвышенностях за пределами городов. 

### После 1898 года
После смерти Бисмарка в 1898 году его популярность ещё больше возросла, что привело к увеличению числа проектов памятников. С 1899 года архитектор Вильгельм Крайс разработал стандартный проект башни, известный как "Götterdämmerung" ("Сумерки богов"), который был реализован 47 раз до 1911 года. На вершинах этих башен устанавливались чаши для огня, которые зажигались в определённые дни в честь Бисмарка, образуя сеть маяков по всей Германии. Всего было построено 240 башен Бисмарка. Многие памятники не пережили Вторую мировую войну и последующие политические изменения: они были уничтожены, переплавлены или демонтированы после 1945 года. Сегодня во многих местах сохранившиеся башни и памятники Бисмарка охраняются как исторические памятники.